# الثمد (جبلة)

تعديل مصدري - تعديل

الثمد هي إحدى قرى عزلة وراف بمديرية جبلة التابعة لمحافظة إب، بلغ تعداد سكانها 367 نسمة حسب تعداد اليمن لعام 2004.